# رترزن
رترزن (به آلمانی: Rettersen) یک شهر در آلمان است که در راینلاند-فالتس واقع شده‌است.

## خصوصیات
رترزن ۳۹۶ نفر جمعیت دارد.